# Tossol

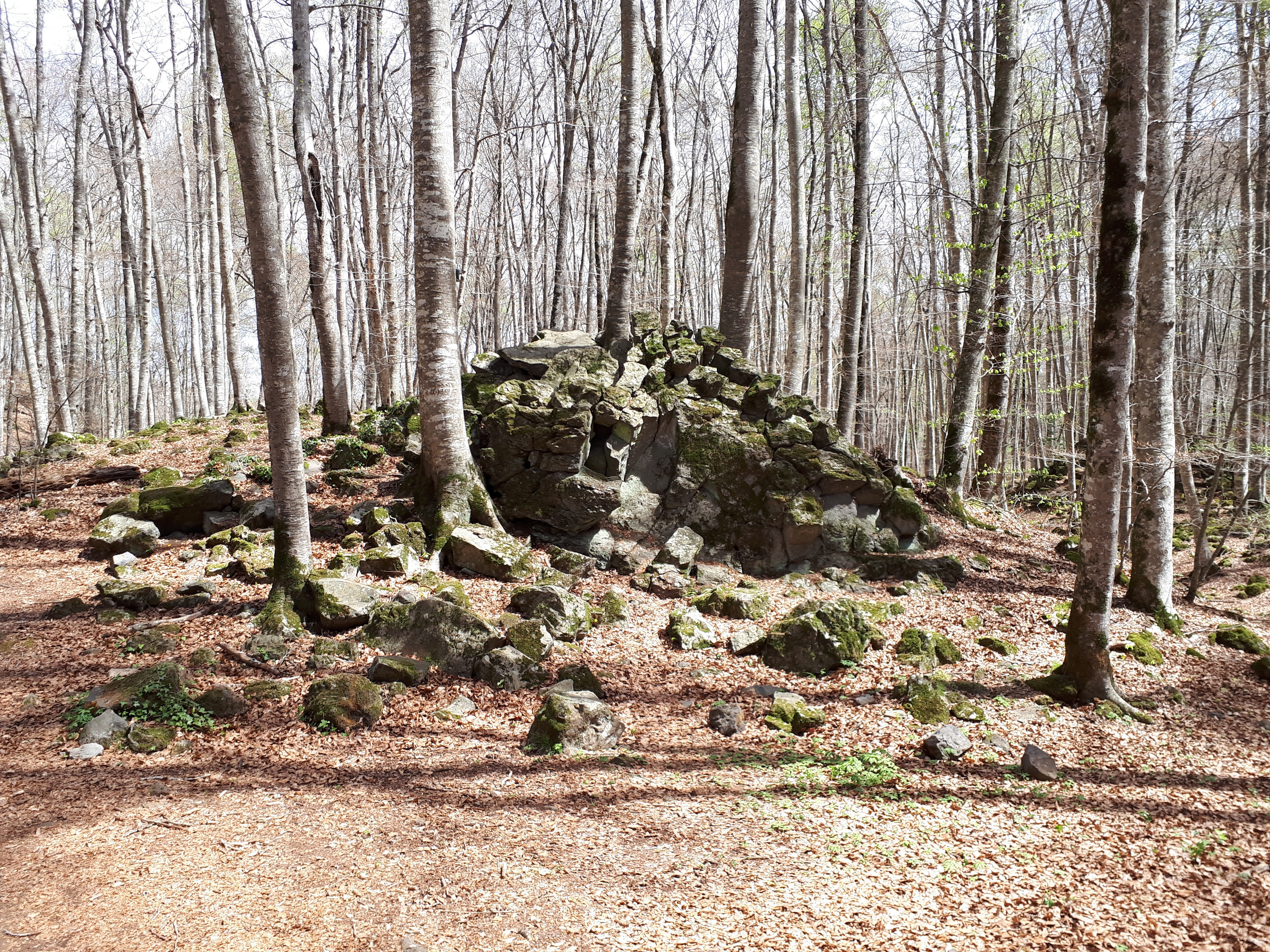
Un tossol del Hayedo de Jordá, en la Garrotxa

Los tossols es un término catalán usado para referirse a protuberancias que se forman en las corrientes de lava y que al enfriarse la lava se convierten en pequeñas colinas.
En el hayedo de Jordà (en el Parque natural de la Zona Volcánica de la Garrocha) hay más de 50  formados por la interacción entre las coladas de lava y unos humedales preexistentes que al ser cubiertos por la lava a más de 1000 °C hirvieron con grandes burbujas que levantaron y deformaron la colada formando los tossols. Estos en la Zona Volcánica de La Garrocha se encuentran en tres coladas de lava, la del volcán del Croscat (Hayedo d'en Jordà), la del volcán del Puig Jordà (Bosque de Tosca), la del volcán de Montolivet ( Pla de Dalt) y la colada situada en la Moixina y el Parc Nou de Olot.